# Ruscus streptophyllus
Ruscus streptophyllus, rijetka endemična vrsta veprine, porodica šparogovke, koja raste samo na portugalskom otoku Madeira u Atlantskom oceanu. 
Stabljika je kratka i uspravna, naraste do 40 cm. Cvjetovi su bjelkasto-ljubičasti. Plod je crvena bobica koja se javlja od kasnog ljeta do rane zime. U hortukulturi je gotovo nepoznata